# شون هاريس (مغني)
شون هاريس (بالإنجليزية: Shawn Harris)‏ هو مغني أمريكي، ولد في 24 يونيو 1982 في بيركيلي في الولايات المتحدة.